# Коваленки (селище)
Коваленки — селище в Україні, підпорядковане Люботинській міській громаді Харківського районуХарківської області. Населення становить 1577 осіб. Орган місцевого самоврядування — Люботинська міська рада.

## Населення

### Мова
Розподіл населення за рідною мовою за даними перепису 2001 року:
| Мова            | Кількість | Відсоток |
| --------------- | --------- | -------- |
| українська      | 1488      | 94.36%   |
| російська       | 81        | 5.13%    |
| білоруська      | 2         | 0.13%    |
| вірменська      | 2         | 0.13%    |
| румунська       | 1         | 0.06%    |
| гагаузька       | 1         | 0.06%    |
| інші/не вказали | 2         | 0.13%    |
| Усього          | 1577      | 100%     |

## Географія
Селище Коваленки знаходиться біля витоків річки Люботинка. Примикає до міста Люботин. За 1 км розташовані село Нестеренки, селища Санжари і Барчани (Харківського району). Поруч проходить автомобільна дорога М03. Через селище проходить залізниця, станції Майський, Караванна, Любівка і Ревчик.
| Україна | Це незавершена стаття з географії України. Ви можете допомогти проєкту, виправивши або дописавши її. |

1. ↑  Рідні мови в об'єднаних територіальних громадах України — Український центр суспільних даних